# Euscorpius olympus
Espèce
Euscorpius olympus est une espèce de scorpions de la famille des Euscorpiidae.

## Distribution
Cette espèce est endémique de Macédoine-Centrale en Grèce. Elle se rencontre vers Fotiná entre 461 et 509 m d'altitude sur le versant Nord du mont Olympe.

## Description
Le mâle holotype mesure 44,2 mm, les mâles mesurent de 40,9 à 48,4 mm et les femelles de 38,2 à 46,7 mm.

## Systématique et taxinomie
Cette espèce a été décrite par Blasco-Aróstegui et Prendini en 2023.

## Étymologie
Son nom d'espèce lui a été donné en référence au lieu de sa découverte, le mont Olympe.

## Publication originale
- Blasco-Aróstegui & Prendini, 2023 : « Glacial Relicts? a New Scorpion from Mount Olympus, Greece (Euscorpiidae: Euscorpius). » American Museum Novitates, no 4003, p. 1-36 (texte intégral).